# Wiktor Efteni
Wiktor Efteni (* 2. Februar 1973) ist ein ehemaliger  ukrainischer Ringer. Er war Olympiateilnehmer 1996, Europameister 1996 und gewann bei drei weiteren Europameisterschaften jeweils eine Bronzemedaille im freien Stil im Halbfliegengewicht.

## Werdegang
Wiktor Efteni begann als Jugendlicher 1983 mit dem Ringen. Er konzentrierte sich dabei auf den freien Stil. Sein Verein war Champion Kiew und trainiert wurde er von Ignal Grek und Boris Sawlochow. Der 1,52 Meter große Athlet startete immer in der leichtesten Gewichtsklasse des Männerringens, dem Halbfliegengewicht, das sein Gewichtslimit bei 48 kg hatte. Aus wirtschaftlichen Gründen ging er bereits 1994 nach Deutschland und rang dort bis 2006 für die Vereine KSV Witten, AC Siegfried Heusweiler, TuS Adelhausen und SV Germania Weingarten in der deutschen Bundesliga. Nach den Olympischen Spielen 1996 in Atlanta wurde er nicht mehr für die ukrainische Nationalmannschaft berücksichtigt. Jetzt (2012) ist er aber einer der Trainer der ukrainischen Ringernationalmannschaft.
Sein Debüt auf der internationalen Ringermatte gab er bei der Junioren-Europameisterschaft (Juniors) 1991 in Istanbul, wo er in der Gewichtsklasse bis 50 kg den Titel vor Mevlana Kulaç aus der Türkei gewann. 1992 kam er bei der Junioren-Europameisterschaft (Espoirs) in Székesfehérvár im Halbfliegengewicht hinter Armen Mkrttschjan, Armenien und Juri Senek, Russland, auf den 3. Platz.
1993 startete er erstmals bei einer internationalen Meisterschaft bei den Senioren. Er gewann dabei bei der Europameisterschaft in Istanbul hinter Marian Nedkow, Bulgarien und İlyas Şükrüoğlu, Türkei, aber noch vor Reiner Heugabel, Deutschland eine Bronzemedaille. Im gleichen Jahr war er auch noch bei der Junioren-Weltmeisterschaft (Espoirs) in Athen am Start und wurde dort hinter Armen Mkrttschjan Vize-Weltmeister.
Im Jahre 1994 gewann Wiktor Efteni bei der Europameisterschaft in Rom mit einem 3. Platz hinter Armen Mkrttschjan und Reiner Heugabel wieder eine Bronzemedaille. Bei der Weltmeisterschaft 1994 in Istanbul schied er aber sehr früh aus und kam nur auf den 11. Platz.
Eine weitere Bronzemedaille gewann er dann wieder bei der Europameisterschaft 1995 in Fribourg/Schweiz. Hier platzierten sich nur Wugar Orudschow, Russland und László Óváry, Ungarn vor ihm.
1996 landete Wiktor Efteni den größten Erfolg in seiner Ringerlaufbahn. Er wurde in Budapest Europameister im Halbfliegengewicht und verwies dabei Armen Mkrttschjan und Wugar Orudschow auf die Plätze. Zum Abschluss seiner internationalen Ringerlaufbahn nahm er noch an den Olympischen Spielen 1996 in Atlanta teil. Er hatte dort ein sehr schweres Los gezogen. In seinem ersten Kampf besiegte er den Welt- und Europameister Wugar Orudschow, unterlag dann aber dem Olympiasieger von 1992 Kim Il-ong aus Nordkorea. Nach einem Sieg über Luwsan–Ischiin Sergelenbaatar aus der Mongolei unterlag er in seinem vierten Kampf einem weiteren Weltmeister, Alexis Vila aus Kuba. Er schied damit aus und kam nur auf den 10. Platz.

## Internationale Erfolge
| Jahr | Platz | Wettbewerb                              | Gewichtsklasse | Ergebnisse |
| 1991 | 1.    | Junioren-EM (Juniors) in Istanbul       | bis 50 kg      | vor Mevlana Kulaç, Türkei und Michele Liuzzi, Italien |
| 1992 | 3.    | Junioren-EM (Espoirs) in Székesfehérvár | Halbfliegen    | hinter Armen Mkrttschjan, Armenien und Juri Senek, Russland |
| 1993 | 3.    | EM in Istanbul                          | Halbfliegen    | hinter Marian Nedkow, Bulgarien und İlyas Şükrüoğlu, Türkei |
| 1993 | 1.    | Grand-Prix von Deutschland in Leipzig   | Halbfliegen    | vor Jochen Richter und Reiner Heugabel, beide Deutschland |
| 1993 | 2.    | Junioren-WM (Espoirs) in Athen          | Halbfliegen    | hinter Armen Mkrttschjan, vor Nurdin Donbajew, Kirgisistan |
| 1994 | 3.    | EM in Rom                               | Halbfliegen    | hinter Armen Mkrttschjan und Reiner Heugabel, vor László Óváry, Ungarn und Georgi Christow, Bulgarien                                                                             |
| 1994 | 11.   | WM in Istanbul                          | Halbfliegen    | Sieger: Alexis Vila Perdomo vor Jung Soon-won, Südkorea |
| 1995 | 3.    | EM in Fribourg/Schweiz                  | Halbfliegen    | hinter Wugar Orudschow, Russland und László Óváry |
| 1996 | 8.    | Großer Preis von Deutschland in Leipzig | Halbfliegen    | Sieger: Alexis Vila Perdomo vor Wugar Orudschow |
| 1996 | 1.    | EM in Budapest                          | Halbfliegen    | vor Armen Mkrttschjan und Wugar Orudschow |
| 1996 | 10.   | OS in Atlanta                           | Halbfliegen    | nach einem Sieg über Wugar Orudschow, einer Niederlage gegen Kim Il-Ong, Nordkorea, einem Sieg über Luvxan Sergelenbayar, Mongolei und einer Niederlage gegen Alexis Vila Perdomo |

### Erläuterungen
- alle Wettkämpfe im freien Stil
- OS = Olympische Spiele, WM = Weltmeisterschaft, EM = Europameisterschaft
- Halbfliegengewicht, Gewichtsklasse bis 48 kg Körpergewicht